# 常陸太田車站
常陸太田車站（日语：／ Hitachi-ōta eki */?）是一位於日本茨城縣常陸太田市山下町，東日本旅客鐵道（JR東日本）水郡線（常陸太田支線）沿線的鐵路車站。

## 車站結構
側式月台1面1線的地面車站，並無設置任何留置線或側線。

## 使用情況
根據JR東日本，2019年（令和元年）度1日平均上車人次為1,153人。除了與其他路線接續站以外，是水郡線內最多。
近年的推移如下表。
| 上車人次推移       | 上車人次推移     | 上車人次推移    |
| 年度               | 1日平均 上車人次 | 來源            |
| ------------------ | ---------------- | --------------- |
| 2000年（平成12年） | 1,254            | [ 利用客数 2 ]  |
| 2001年（平成13年） | 1,285            | [ 利用客数 3 ]  |
| 2002年（平成14年） | 1,256            | [ 利用客数 4 ]  |
| 2003年（平成15年） | 1,265            | [ 利用客数 5 ]  |
| 2004年（平成16年） | 1,291            | [ 利用客数 6 ]  |
| 2005年（平成17年） | 1,306            | [ 利用客数 7 ]  |
| 2006年（平成18年） | 1,318            | [ 利用客数 8 ]  |
| 2007年（平成19年） | 1,297            | [ 利用客数 9 ]  |
| 2008年（平成20年） | 1,234            | [ 利用客数 10 ] |
| 2009年（平成21年） | 1,202            | [ 利用客数 11 ] |
| 2010年（平成22年） | 1,195            | [ 利用客数 12 ] |
| 2011年（平成23年） | 1,123            | [ 利用客数 13 ] |
| 2012年（平成24年） | 1,169            | [ 利用客数 14 ] |
| 2013年（平成25年） | 1,218            | [ 利用客数 15 ] |
| 2014年（平成26年） | 1,232            | [ 利用客数 16 ] |
| 2015年（平成27年） | 1,235            | [ 利用客数 17 ] |
| 2016年（平成28年） | 1,189            | [ 利用客数 18 ] |
| 2017年（平成29年） | 1,172            | [ 利用客数 19 ] |
| 2018年（平成30年） | 1,205            | [ 利用客数 20 ] |
| 2019年（令和元年） | 1,153            | [ 利用客数 21 ] |

## 相鄰車站
東日本旅客鐵道
■水郡線（常陸太田支線）
谷河原－常陸太田

### 使用情況
1. ↑  . 東日本旅客鉄道.   [2019-07-21]. （原始内容存档于2019-07-05）.
2. ↑  . 東日本旅客鉄道.   [2019-02-28]. （原始内容存档于2019-03-27）.
3. ↑  . 東日本旅客鉄道.   [2019-02-28]. （原始内容存档于2019-03-27）.
4. ↑  . 東日本旅客鉄道.   [2019-02-28]. （原始内容存档于2019-03-27）.
5. ↑  . 東日本旅客鉄道.   [2019-02-28]. （原始内容存档于2019-03-27）.
6. ↑  . 東日本旅客鉄道.   [2019-02-28]. （原始内容存档于2019-03-27）.
7. ↑  . 東日本旅客鉄道.   [2019-02-28]. （原始内容存档于2019-03-27）.
8. ↑  . 東日本旅客鉄道.   [2019-02-28]. （原始内容存档于2019-03-27）.
9. ↑  . 東日本旅客鉄道.   [2019-02-28]. （原始内容存档于2019-04-02）.
10. ↑  . 東日本旅客鉄道.   [2019-02-28]. （原始内容存档于2019-03-27）.
11. ↑  . 東日本旅客鉄道.   [2019-02-28]. （原始内容存档于2019-03-27）.
12. ↑  . 東日本旅客鉄道.   [2019-02-28]. （原始内容存档于2019-03-27）.
13. ↑  . 東日本旅客鉄道.   [2019-02-28]. （原始内容存档于2019-03-27）.
14. ↑  . 東日本旅客鉄道.   [2019-02-28]. （原始内容存档于2018-10-26）.
15. ↑  . 東日本旅客鉄道.   [2019-02-28]. （原始内容存档于2016-04-04）.
16. ↑  . 東日本旅客鉄道.   [2019-02-28]. （原始内容存档于2019-03-27）.
17. ↑  . 東日本旅客鉄道.   [2019-02-28]. （原始内容存档于2019-03-23）.
18. ↑  . 東日本旅客鉄道.   [2019-02-28]. （原始内容存档于2017-07-29）.
19. ↑  . 東日本旅客鉄道.   [2019-02-28]. （原始内容存档于2018-07-06）.
20. ↑  . 東日本旅客鉄道.   [2019-07-21]. （原始内容存档于2019-07-05）.
21. ↑  . 東日本旅客鉄道.   [2020-07-16]. （原始内容存档于2020-07-11）.

## 外部連結
- 車站資訊（常陸太田）：東日本旅客鐵道